# Sidi Boulaalam
Sidi Boulaalam (àrab سيدي بوالاعلام) és una comuna rural de la província d'Essaouira de la regió de Marràqueix-Safi. Segons el cens de 2014 tenia una població total de 8.142 persones.